# Altes Schloss (Tettnang)

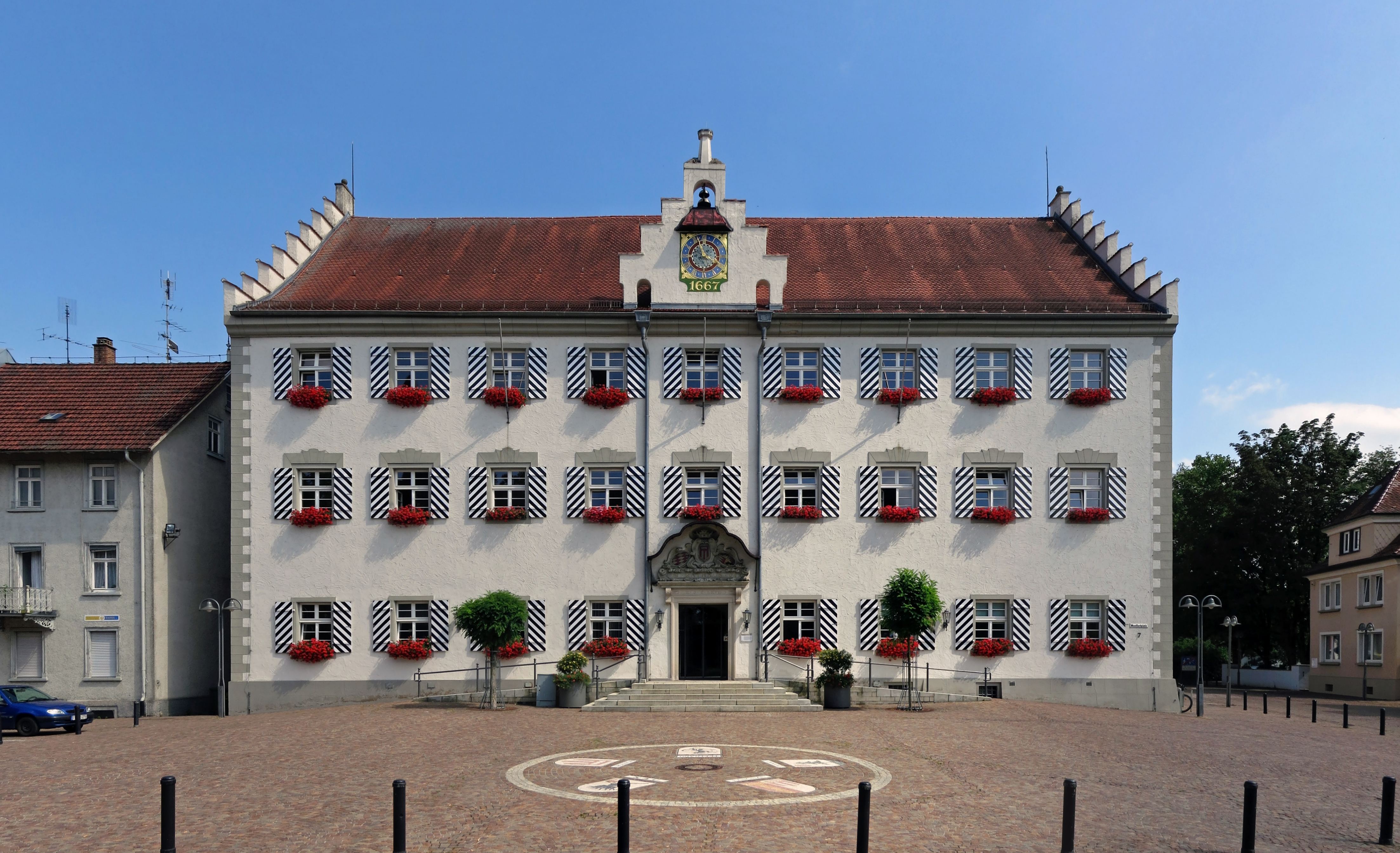
Altes Schloss, heute das Rathaus

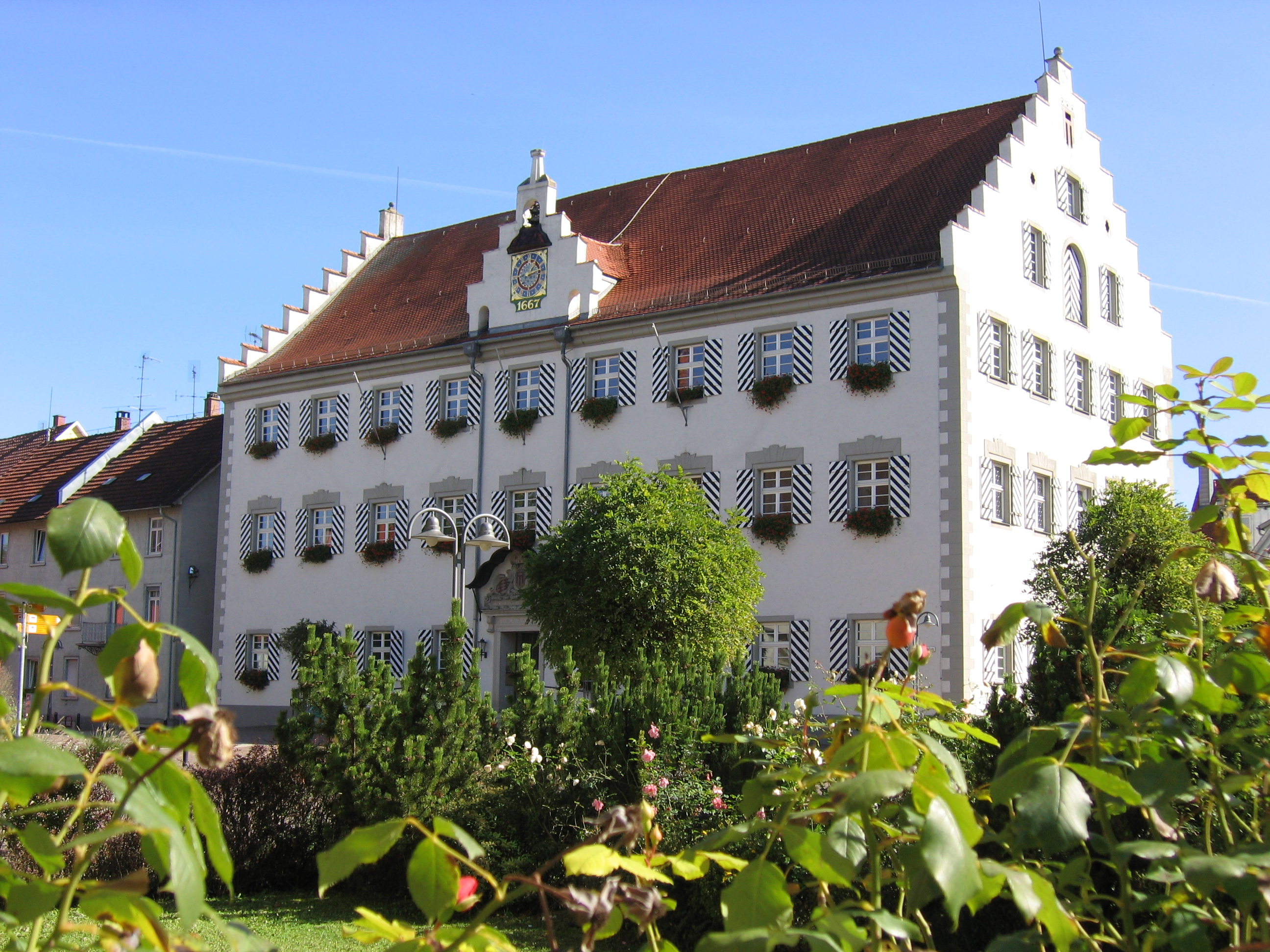
Altes Schloss, heute das Rathaus

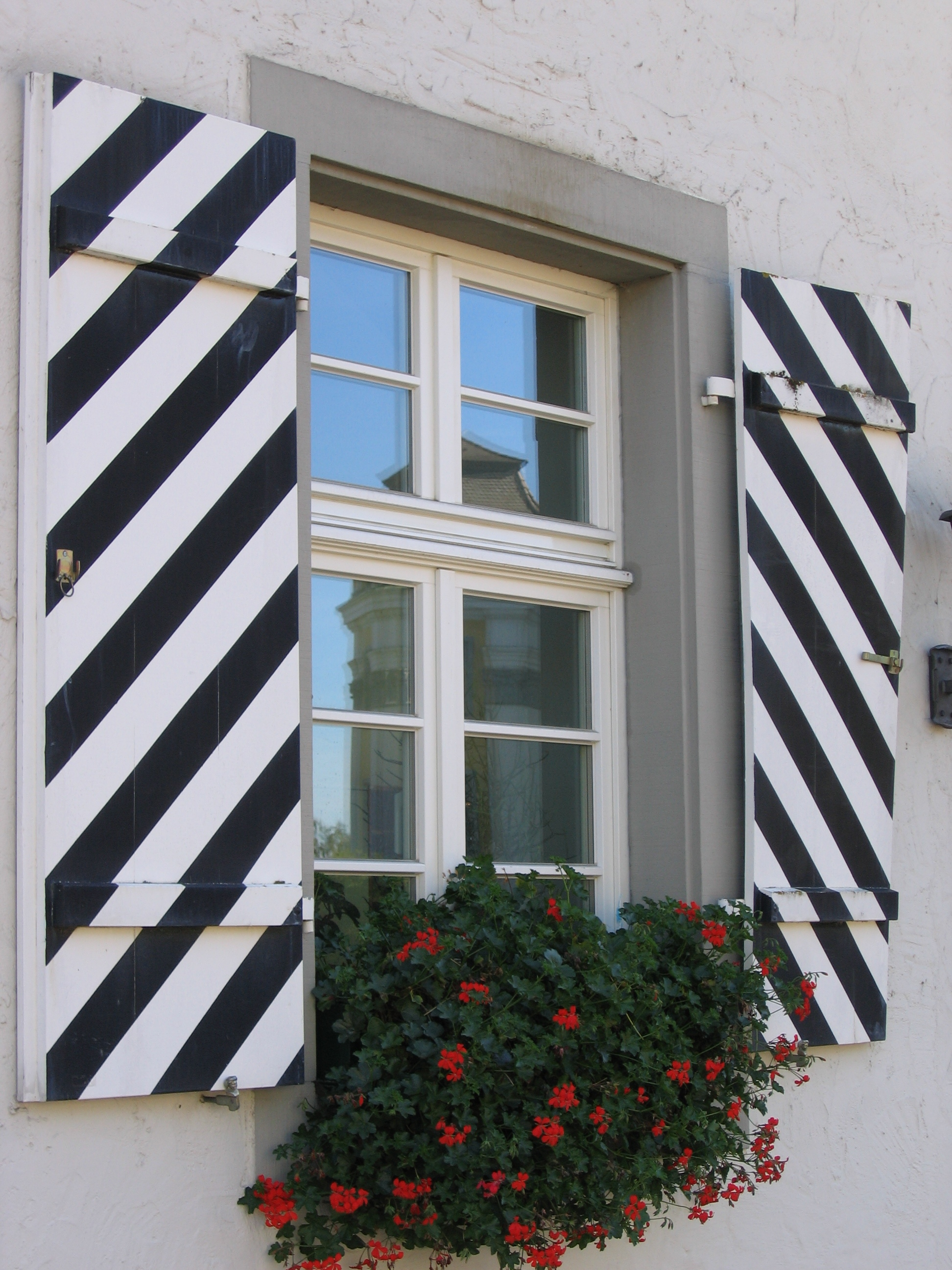
Fenster an der Südseite

Das Alte Schloss in Tettnang wurde als Residenz der Grafen von Montfort erbaut und dient heute als Rathaus der baden-württembergischen Stadt im Bodenseekreis.

## Geschichte
Nach den Zerstörungen des Dreißigjährigen Kriegs, bei dem auch die alte Burg zerstört wurde, nutzten die Grafen von Montfort ab 1629 das Torschloss als Residenz. Graf Johann X. von Montfort (1627–1686) ließ ab 1667 auf dem Gelände vor der Burgruine einen Schlossbau ausführen. Baumeister war der Vorarlberger Michael Kuen. In seiner bescheidenen Dimension entsprach er den wirtschaftlichen Möglichkeiten der Grafen, nicht aber ihrem dynastischen Anspruch, da sie sich als Nachfahren der Pfalzgrafen von Tübingen als Vertreter eines der vornehmsten Geschlechter Oberschwabens betrachteten. Deshalb wurde unter Graf Anton III. von Montfort zwischen 1712 und 1728 das Neue Schloss erbaut.
Das Alte Schloss diente danach als Wohnung für Hofbedienstete, wie den Oberförster, als Zehntscheuer, Trockenhalle für Hopfen und Speichergebäude. 1903 wurde es schließlich von der Stadt um 35.000 Mark erworben und 1904 durch die Architekten Ludwig Eisenlohr und Carl Weigle für einen Preis von 60.000 Mark zum repräsentativen Rathaus umgebaut; der Bezug erfolgte am 20. März 1905.

## Baubeschreibung
Das rechteckige Haus ist ein Renaissance-Bau mit einem hohen Satteldach. Die Fassade ist schmucklos bis auf die markanten Staffelgiebel und ein aufwändig gestaltetes Allianzwappen über dem Portal in der Mitte des neunachsigen und dreigeschossigen Gebäudes. Es zeigt die Wappen des Erbauers sowie seiner beiden Gemahlinnen, Gräfin Maria Anna Eusebia von Königsegg-Aulendorf und Anna Katharina von Sulz. Die Mitte des Gebäudes wird zudem durch einen Giebel betont, an dem die Rathausuhr und die Jahreszahl der Erbauung angebracht sind.
Im Erdgeschoss sind noch die tonnengewölbten Räume der Bauzeit mit kräftigen Stuckaturen erhalten geblieben. Im Treppenhaus hängt ein Bild von 1698 aus dem ehemaligen Kapuzinerkloster in Langenargen, das den Hl. Antonius als Fürbitter Graf Antons III. mit seiner Ehefrau Maria Anna von Thun zeigt. Im unteren Teil des Bildes ist der Bodensee mit Langenargen zu erkennen. Im Ratssaal hängt eine Ansicht von Tettnang von 1818.

## Umgebung
Vor dem Rathaus steht die 1682 errichtete Kapelle St. Georg, die wohl auf dem Platz der ehemaligen Burgkapelle steht und zur Hofhaltung des alten Schlosses gehörte. Der einschiffige, schmale, schmucklose Raum mit eingezogenem Chor wurde durch den Vorarlberger Baumeister Heinrich Bader errichtet. Der barocke Hochaltar von 1758 zeigt Maria Magdalena unter dem Kruzifix. Er wurde 1828 hier aufgestellt und stammt aus der Schlosskirche des Neuen Schlosses.